# Matsudaira Hirotada
Matsudaira Hirotada (japanisch 松平広忠; * 1526; † 1549) war Mitte des 16. Jahrhunderts Burgherr von Okazaki und Oberhaupt der Matsudaira.

## Leben
Matsudaira Hirotada war der Sohn von Matsudaira Kiyoyasu, welcher in der Provinz Mikawa herrschte und seit 1524 Herr von Okazaki war. Nach dem gewaltsamen Tod seines Vaters 1536 trat Hirotada die Nachfolge in Mikawa an; er wurde hierbei von den Imagawa unterstützt, deren Vasall er wurde. Er kämpfte für die Imagawa gegen Oda Nobuhide in der Schlacht von Azukizaka. Im Jahr 1549 starb Matsudaira Hirotada an einer Krankheit.

## Nachkommen
1541 heiratete Matsudaira Hirotada Odai no kata. Mit ihr hatte er einen Sohn, Matsudaira Takechiyo, der später der erste Shogun des Tokugawa-Shogunats wurde.

## Postume Ehrungen
Als Ahnherr der Tokugawa wurde er während der Herrschaft des Tokugawa-Shogunats mehrere Male postum geehrt. 1612 wurde ihm der Titel Dainagon (大納言) verliehen. 1849 zeichnete ihn der Kaiser mit dem Titel Dajô Daijin aus und er erhielt den Namen Seiretsu-in.